# Supercoppa brasiliana (pallavolo femminile)
La Supercoppa brasiliana è trofeo nazionale brasiliano femminile di pallavolo, organizzato dalla Federazione pallavolistica del Brasile. Si affrontano i club che hanno vinto il campionato brasiliano e la Coppa del Brasile.

## Albo d'oro
| Edizione      | Edizione          | Podio          | Podio     | Podio          |
| Anno          | Sede della finale | Campione       | Risultato | Finalista      |
| ------------- | ----------------- | -------------- | --------- | -------------- |
| 2015 Dettagli | Itapetininga      | Rio de Janeiro | 3 - 0     | Pinheiros      |
| 2016 Dettagli | Uberlândia        | Rio de Janeiro | 3 - 1     | Praia Clube    |
| 2017 Dettagli | Fortaleza         | Rio de Janeiro | 3 - 2     | Minas          |
| 2018 Dettagli | Fortaleza         | Praia Clube    | 3 - 1     | Osasco         |
| 2019 Dettagli | Uberlândia        | Praia Clube    | 3 - 0     | Minas          |
| 2020 Dettagli | Campo Grande      | Praia Clube    | 3 - 1     | Rio de Janeiro |
| 2021 Dettagli | Brusque           | Praia Clube    | 3 - 0     | Minas          |
| 2022 Dettagli | Bauru             | Bauru          | 3 - 1     | Minas          |
| 2023 Dettagli | Belo Horizonte    | Minas          | 3 - 2     | Praia Clube    |
| 2024 Dettagli | Manaus            | Minas          | 3 - 0     | Praia Clube    |

## Palmarès
| Squadra        | Titolo | Edizione               |
| -------------- | ------ | ---------------------- |
| Praia Clube    | 4      | 2018, 2019, 2020, 2021 |
| Rio de Janeiro | 3      | 2015, 2016, 2017       |
| Minas          | 2      | 2023, 2024             |
| Bauru          | 1      | 2022                   |